# Alfara de la Baronia
Alfara de la Baronia är en kommun i Spanien.   Den ligger i provinsen Província de València och regionen Valencia, i den östra delen av landet, 290 km öster om huvudstaden Madrid. Antalet invånare är 570. Arean är 11,7 kvadratkilometer. Alfara de la Baronia gränsar till Algar de Palancia, Algimia de Alfara, Sagunto och Segorbe. 
Terrängen i Alfara de la Baronia är platt.